# Snowdrop (TV-serie)
Snowdrop (hangul: 설강화; RR: Seolganghwa) är en sydkoreansk TV-serie som hade premiär på JTBC den 18 december 2021. Jung Hae-in, Kim Ji-soo, Jang Seung-jo, Yoon Se-ah, Kim Hye-yoon, Jung Yoo-jin och Yoo In-na spelar huvudrollerna.
Serien är tillgänglig på Disney+ i utvalda regioner.

## Handling
Utspelar sig år 1987, när Sydkorea styrdes av en diktatorisk regering, Im Soo-ho, en doktorand vid ett prestigefyllt universitet, går in i en blodig sovsal vid Hosoo Women's University. Eun Young-ro, en glad och älskvärd student, hittar honom och tar hand om hans sår och hjälper honom att gömma sig.

## Rollista (i urval)
- Jung Hae-in som Im Soo-ho / Ri Tae-san
- Kim Jisoo som Eun-Young ro
- Yoo In-na som Kang Chung-ya
- Jang Seung-jo som Lee Kang-moo
- Yoon Se-ah som Pi Seung-hee
- Jung Yoo-jin som Jang Han-na